# Metadentobunus formosae
Metadentobunus formosae is een hooiwagen uit de familie Sclerosomatidae.